# Tunkhannock, Pennsylvania
Tunkhannock là một thị trấn thuộc quận Wyoming, tiểu bang Pennsylvania, Hoa Kỳ. Năm 2010, dân số của thị trấn này là 1836 người.